# Verstehende Soziologie
Die Verstehende Soziologie ist ein von Max Weber zu Anfang des 20. Jahrhunderts entwickeltes wissenschaftstheoretisches Konzept für die Soziologie. Ziel der Soziologie ist es demnach, menschliches Handeln erklärend zu verstehen, also den Sinnzusammenhang zu begreifen, in dem eine Handlung steht. Das Verständnis von Handlungsmotiven (und somit der Gründe für Handlungen) ermöglicht die Einsicht in die Sinnzusammenhänge zwischen sinnhaftem Grund und sinnhaftem Verhalten. Weber verwendet für dieses Verstehen den Begriff Sinnhaftes Deuten. 
Ein solches Deuten ist für ihn eine kausale Hypothese; die Verbindung zwischen Grund und Handlung wird demnach als eine zwischen Ursache und Wirkung gedacht. Trotzdem lässt sich dieses Verfahren für Weber vom Erklären der Naturwissenschaften unterscheiden: Zu den Resultaten des Verstehens von Sinnzusammenhängen gehört neben den bloßen Kausalhypothesen außerdem der Einblick in die Handlungsmotive der Akteure.
Neben Weber hat sich auch dessen Zeitgenosse Georg Simmel mit dem Verstehen als Methode der Sozialwissenschaften befasst. In der Tradition der Verstehenden Soziologie befindet sich unter anderem die von Alfred Schütz begründete Phänomenologische Soziologie. An Webers soziologische Theorie haben jedoch auch Strömungen wie der Strukturfunktionalismus und die Rational-Choice-Theorie angeschlossen.